# نجم‌آباد (سیب و سوران)
نجم‌آباد، روستایی در دهستان شندان بخش مرکزی شهرستان سیب و سوران در استان سیستان و بلوچستان ایران است.

## جمعیت
بر پایه سرشماری عمومی نفوس و مسکن در سال ۱۳۹۵، جمعیت این روستا برابر با ۲۶۸ نفر (۶۹ خانوار) بوده‌است.